# Фунду Тутовеј (Бакау)
Фунду Тутовеј (рум. Fundu Tutovei) насеље је у Румунији у округу Бакау у општини Плопана. Oпштина се налази на надморској висини од 271 m.

## Становништво
Према подацима из 2002. године у насељу је живело 593 становника, од којих су сви румунске националности.